# Bertha Lutz
Pour les articles homonymes, voir Lutz.
Bertha Maria Júlia Lutz, née le 2 août 1894 à São Paulo et morte le 16 septembre 1976 à Rio de Janeiro, est une herpétologiste, femme politique, diplomate et féministe brésilienne. Vice-présidente de la Commission interaméricaine des femmes, elle bataille notamment pour que  l'égalité des sexes soit inscrite spécifiquement dans la Charte des Nations unies. Naturaliste du musée national du Brésil, elle est spécialiste des grenouilles venimeuses d'Amérique latine. 

## Biographie
Bertha Lutz est la fille d’Amy Fowler, une infirmière d’origine britannique et d'Adolpho Lutz (1855-1940) médecin et naturaliste brésilien d'origine suisse. Bertha Lutz se passionne très tôt pour l’herpétologie et accompagne son père durant ses excursions scientifiques. Elle étudie les sciences naturelles à la faculté des sciences de Paris dont elle sort diplômée en 1918. Après avoir obtenu son diplôme, elle retourne au Brésil.  

### Retour au Brésil, herpétologie et droit de vote des femmes
De retour dans son pays, Bertha Lutz se consacre à l'étude des amphibiens, en particulier les grenouilles à flèches empoisonnées, les Dendrobatidae comme l'Ameerega flavopicta, ainsi que les grenouilles de la famille des Hylidae . En 1919, elle est engagée par le musée national de l'université fédérale de Rio de Janeiro. Plus tard, elle devient naturaliste à la section de botanique.
À la même époque, elle s’engage aussi pour le droit de vote des femmes. En 1919, elle fonde la Ligue pour l’émancipation intellectuelle des femmes. En 1922, elle représente le Brésil à la Conférence panaméricaine des femmes à Baltimore, aux États-Unis, et la Ligue qu’elle a créée devient la Fédération brésilienne pour le progrès des femmes, dont elle est la présidente de 1922 à 1942. La fédération est un groupe politique qui défend les droits des femmes brésiliennes, et surtout leur droit de vote, partout dans le monde. En 1925, elle est élue présidente de l'Union interaméricaine des femmes. Son engagement dans la lutte pour le suffrage féminin fait d'elle l'une des figures de proue du féminisme. En 1932, les Brésiliennes obtiennent le droit de vote.
Elle est aussi nommée représentante du gouvernement brésilien au Conseil international féminin de l'Organisation internationale du travail (OIT). Elle se rend ainsi à Genève pour participer aux conférences de cette institution. 

### Carrière politique brésilienne et lutte féministe
En 1933, ayant obtenu un diplôme de droit à l’université fédérale de Rio de Janeiro, elle participe à la Conférence interaméricaine de Montevideo, en Uruguay, où elle présente plusieurs propositions pour l'égalité des sexes. L'une des plus importantes est son appel en faveur du recentrage de la Commission interaméricaine des femmes sur la question de l'égalité des sexes au travail. Après son militantisme pour le droit de vote des femmes au Brésil, Bertha Lutz participe à la rédaction de la nouvelle constitution. En 1935, elle fait campagne pour être élue au Congrès brésilien. Elle arrive deuxième de la liste, derrière Cándido Pessoa, qu'elle remplace après son décès au début de son mandat, le 15 juillet 1936, ce qui fait de Bertha Lutz l'une des rares femmes brésiliennes de l'époque à devenir parlementaire. Quand elle entre en fonction, la presse féministe du monde entier, jusqu’en Suisse, relaie l’information. Sa première initiative présentée au Congrès fut la création d'un « Statut de la femme », un comité dont l'objectif était d'analyser toutes les lois brésiliennes pour s'assurer qu'aucune ne violait les droits des femmes. En 1937, l’élection de Getúlio Vargas, qui rétablit un régime dictatorial au Brésil, entraîne la dissolution du Parlement et, par conséquent, la suspension de son projet. Elle continue pourtant à s’engager pour les droits des femmes aux niveaux national et international.

### Charte des Nations unies
En 1945, elle est une des quatre femmes à signer la Charte des Nations unies et fait partie de la délégation brésilienne à la conférence de San Francisco. Durant les négociations, avec Minerva Bernardino, de la République dominicaine, et d'autres femmes des pays de l'hémisphère Sud, elle bataille pour que les femmes soient mentionnées spécifiquement dans la nouvelle Charte des Nations unies, notamment avec l'ajout de la mention « sexe » dans la liste des discriminations et de la mention de l'égalité femme-homme dans le préambule. Mais très peu de femmes sont présentes durant les discussions et leurs consœurs occidentales voient ces demandes d'ajouts comme quelque chose de réducteur[pas clair]. Bertha Lutz est notamment critiquée par des délégués américains et britanniques, qui ne jugent pas cette insertion opportune, lui donnant le surnom de « Lutzwaffe » (référence à la Luftwaffe) et se disent « assommés et agacés par un discours féministe long et répétitif ». À force de négociations, les termes sont finalement ajoutés, notamment dans le préambule de la Charte.
Elle est vice-présidente de la Commission interaméricaine des femmes de 1953 à 1959.

### Carrière scientifique
Parallèlement à ses activités féministes, elle travaille au musée national de l'université fédérale de Rio de Janeiro dont elle dirige, à partir de 1931, le département d’histoire naturelle. Elle étudie particulièrement les grenouilles, notamment de la famille des Hylidae. Tout au long de sa vie, Bertha Lutz publie de nombreuses études scientifiques, notamment Observations sur l'histoire de la grenouille brésilienne (1943), A notable frog chorus in Brazil (1946) et New frogs from Itatiaia mountain (1952). En 1958, elle décrit ce qui est maintenant connu comme la grenouille des rapides Lutz (Paratelmatobius lutzii et Carvalho, 1958) qui est ainsi nommée en hommage à son père. Bertha Lutz donne son nom à deux espèces de lézards brésiliens : Liolaemus lutzae et Bogertia lutzae ainsi qu'à trois espèces de grenouilles, : Megaelosia lutzae, Dendropsophus berthalutzae, et Scinax berthae.  

### Dernières années

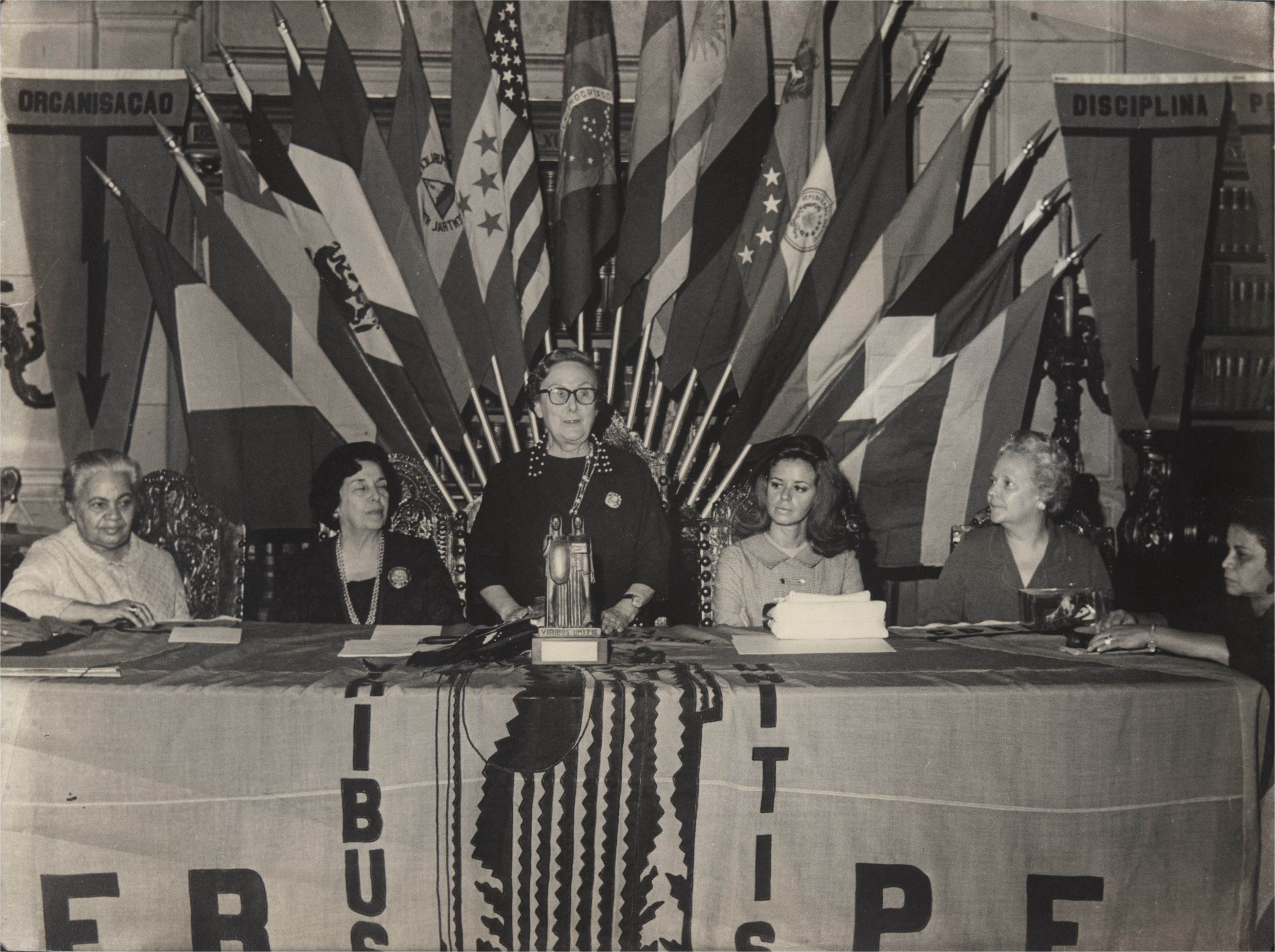
Bertha Lutz (au centre) au quarante-cinquième anniversaire de la Federação Brasileira pelo Progresso Feminino en 1967.

En 1964, Bertha Lutz dirige la délégation brésilienne à la 14e Commission interaméricaine à Montevideo. En outre, lors de la 15e réunion annuelle de la Commission interaméricaine des femmes qui se tient en 1970, elle propose d'organiser un séminaire consacré aux problèmes spécifiques rencontrés par les femmes autochtones. Alors âgée de plus de soixante-dix ans, elle continue d'assister à des conférences et de militer en faveur de l'expansion des droits des femmes, y compris lors de la conférence de l'Année internationale des femmes à Mexico, en 1975.
Elle meurt le 16 septembre 1976 à Rio de Janeiro à l'âge de 82 ans.

## Hommage et postérité

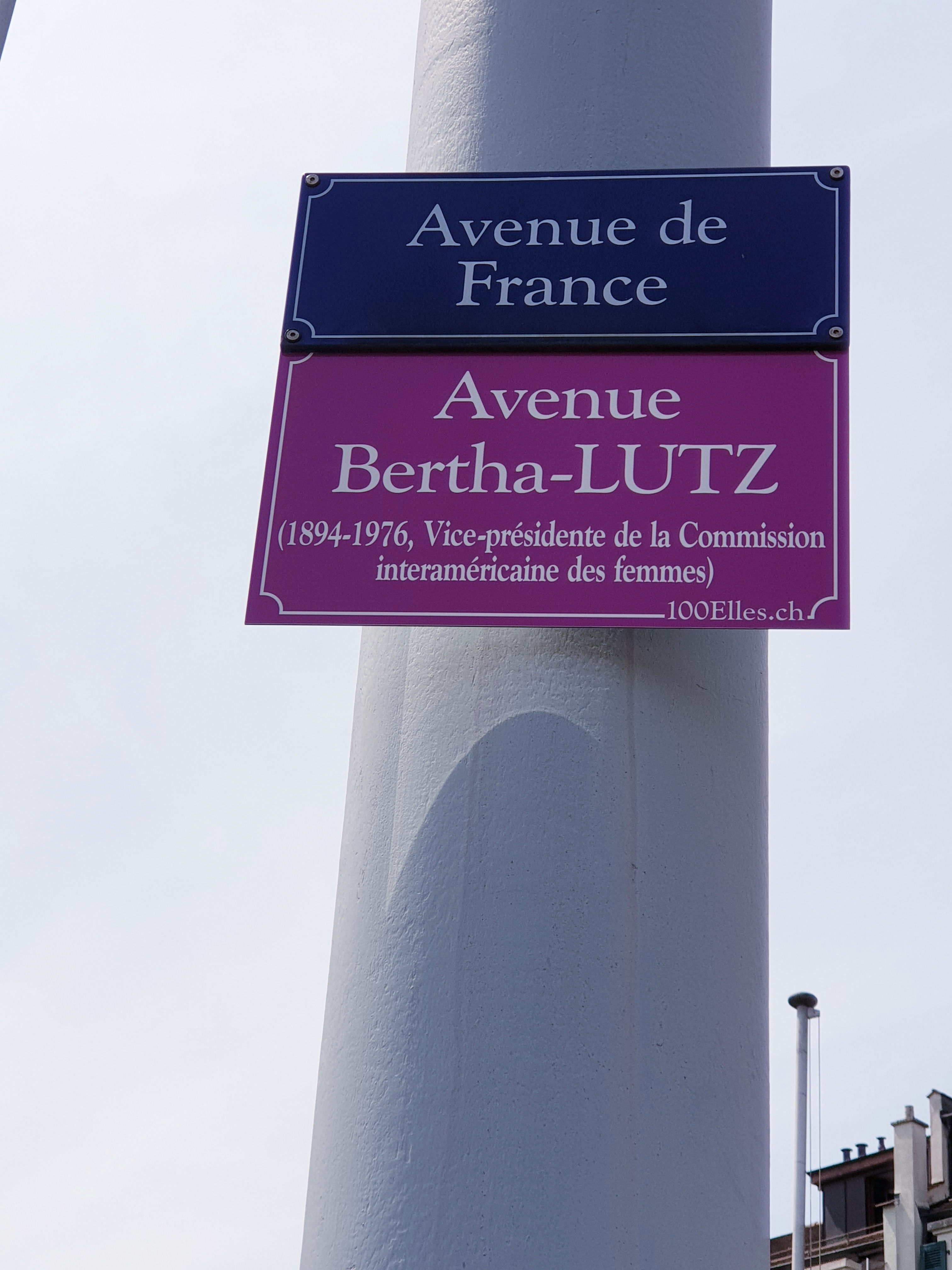
Plaque de rue temporaire en hommage à Bertha Lutz à Genève.

En 2018, l'association Escouade fait poser des plaques de rue temporaires. L'avenue de France à Genève, avenue proche des Nations unies où se situe le Haut Commissariat des Nations unies pour les réfugiés, est renommée temporairement avenue Bertha Lutz dans le cadre du projet 100Elles*.

## Publications
- Textes politiques :
  - Sobre a nacionalidade da mulher casada nas repúblicas americanas, Pan American Union, 1923.
  - A nacionalidade da mulher casada perante o direito internacional privado, I. Pongetti, Niterói, 1933.
- Publications scientifiques :
  - Indice dos Archivos do Museu Nacional, Museu Nacional (Brésil), Impr. Nacional, 1920.
  - Estudios sobre a biologia floral da Mangifera indica L., America, 1923.
  - Biologia e taxonomia de Zachaenus parvulus, 1944.

## Quelques taxons décrits
- Aplastodiscus musicus (Lutz, 1949)
- Cochranella ritae (Lutz, 1952)
- Crossodactylus grandis Lutz, 1951
- Dendropsophus meridianus (Lutz, 1954)
- Eleutherodactylidae Lutz, 1954
- Eleutherodactylinae Lutz, 1954
- Gastrotheca dunni Lutz, 1977
- Holoaden bradei Lutz, 1958
- Hypsiboas cipoensis (Lutz, 1968)
- Hypsiboas goianus (Lutz, 1968)
- Hypsiboas joaquini (Lutz, 1968)
- Hypsiboas secedens (Lutz, 1963)
- Ischnocnema gualteri (Lutz, 1974)
- Ischnocnema hoehnei (Lutz, 1958)
- Ischnocnema venancioi (Lutz, 1958)
- Paratelmatobius pictiventris Lutz, 1958
- Phyllomedusa ayeaye (Lutz, 1966)
- Phyllomedusa distincta Lutz, 1950
- Pristimantis carvalhoi (Lutz, 1952)
- Scinax alcatraz (Lutz, 1973)
- Scinax alter (Lutz, 1973)
- Scinax angrensis Lutz, 1973
- Scinax caldarum (Lutz, 1968)
- Scinax duartei (Lutz, 1951)
- Scinax humilis (Lutz, 1954)
- Scinax longilineus (Lutz, 1968)
- Scinax obtriangulatus (Lutz, 1973)
- Scinax perpusillus (Lutz & Lutz, 1939)
- Scinax squalirostris (Lutz, 1925)
- Scinax trapicheiroi (A. Lutz & B. Lutz, 1954)
- Scinax v-signatus (Lutz, 1968)

## Source
- Kraig Adler (éd.), « Contributions to the History of Herpetology », Society for the study of amphibians and reptiles, 5, 1989, 1-202  (ISBN 0-916984-19-2)